# Jules Jean François Pérot
Pour les articles homonymes, voir Perot.
Jules Jean François Pérot est un artiste-peintre né à Vesoul le 17 juin 1814, mort à Levallois-Perret, près de Paris, le 11 décembre 1876.
D’abord peintre sur verre, il fit de la peinture décorative sous la direction de M. Arban. Ils travaillèrent ensemble à Reims au Café Courtois, qui est une merveille de décoration comme salle de café, à la salle Besnard de Reims, au café des oiseaux à Châlons et à Vitry-le-François.
Dès son arrivée à Paris, Pérot fut attaché à l’atelier de Ciceri et travailla sous la direction de ce maître au palais des Tuileries, du Luxembourg et de Fontainebleau. On lui doit les peintures murales de l’église Saint-Bernard à Paris et celles du Théâtre du Vaudeville ; il exécuta des travaux remarquables dans le château de Rauville, près de Malesherbes, une chapelle funéraire au cimetière du Père-Lachaise pour Mme la princesse de Bibesco, la chapelle de Ségur à Laigle et celle de l’abbé de Leudeville, enfin les peintures du théâtre de Nice.
Pérot avait pris part aux expositions de Lyon et de Vienne ; il obtint une récompense à cette dernière pour ses peintures sur reps monté sur panneaux de salon. Ces deux panneaux devaient être légués à la ville de Châlons, selon ses derniers désirs.

## Source
Jean-Paul Barbier "Des Châlonnais ..." 2000.